# Estilística

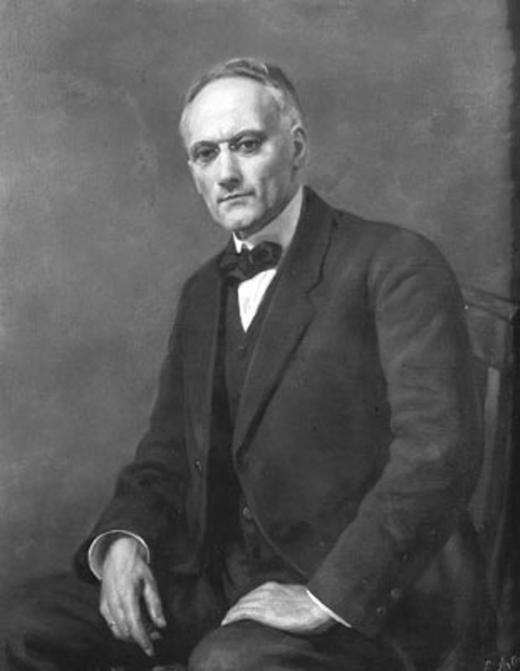
Charles Bally, lingüista suizo. Es recordado como una de las figuras claves en el nacimiento del estructuralismo, así como por ser el fundador de la estilística moderna.

La estilística es un campo de la lingüística que estudia el uso artístico o estético del lenguaje en las obras literarias o de teatro y en la lengua común, en sus formas individuales y colectivas.
La estilística es una escuela crítica en lingüística y teoría de la literatura que analiza el estilo de un texto cualquiera, intentando determinar los rasgos formales empleados en relación con la intención del autor y la respuesta del público. Así, considera la coherencia y cohesión del escrito, la estructura, los recursos literarios, el género al que pertenece y las convenciones que éste le impone, el tipo de léxico empleado y el tipo de frases usadas.
Un destacado exponente de la estilística es Charles Bally. Según los seguidores tanto de Bally como de Leo Spitzer, el estilo en el lenguaje surge de la posibilidad de elección entre formas alternativas de expresión. Por ejemplo, entre “nenes” y “niños”, cada uno de ellos tiene un valor evocador diferente. Esta escuela tuvo gran aceptación entre los filólogos hispanistas a mediados del siglo XX, con figuras como Emilio Alarcos Llorach o Amado Alonso. 

## Concepto
Analiza todos los elementos de una obra o del lenguaje hablado, el efecto que el escritor o hablante desea comunicar al lector o receptor del discurso hablado, y los términos, giros o estructuras complejas que hacen más o menos eficaces esos efectos. Intenta establecer principios capaces de explicar los motivos que llevan a un individuo o a un grupo social a seleccionar expresiones particulares en su uso del lenguaje, la socialización de esos usos y la producción y recepción de significados. Comprende la crítica literaria y el análisis del discurso crítico.
Un género literario puede observarse como un grupo de características que marcan el estilo y lo diferencian; por ejemplo, prosa y poesía. Otros aspectos considerados por la estilística son el diálogo, la descripción de escenas, el uso de voz pasiva o voz activa, la distribución y extensión de las oraciones, la utilización de registros dialectales, las figuras de dicción y las figuras de pensamiento, el predominio de una categoría morfológica o clase de palabra, el uso de los símiles o comparaciones, la selección o predominio de unos determinados tropos, metáforas o imágenes.

## Estilística lingüística y estilística literaria

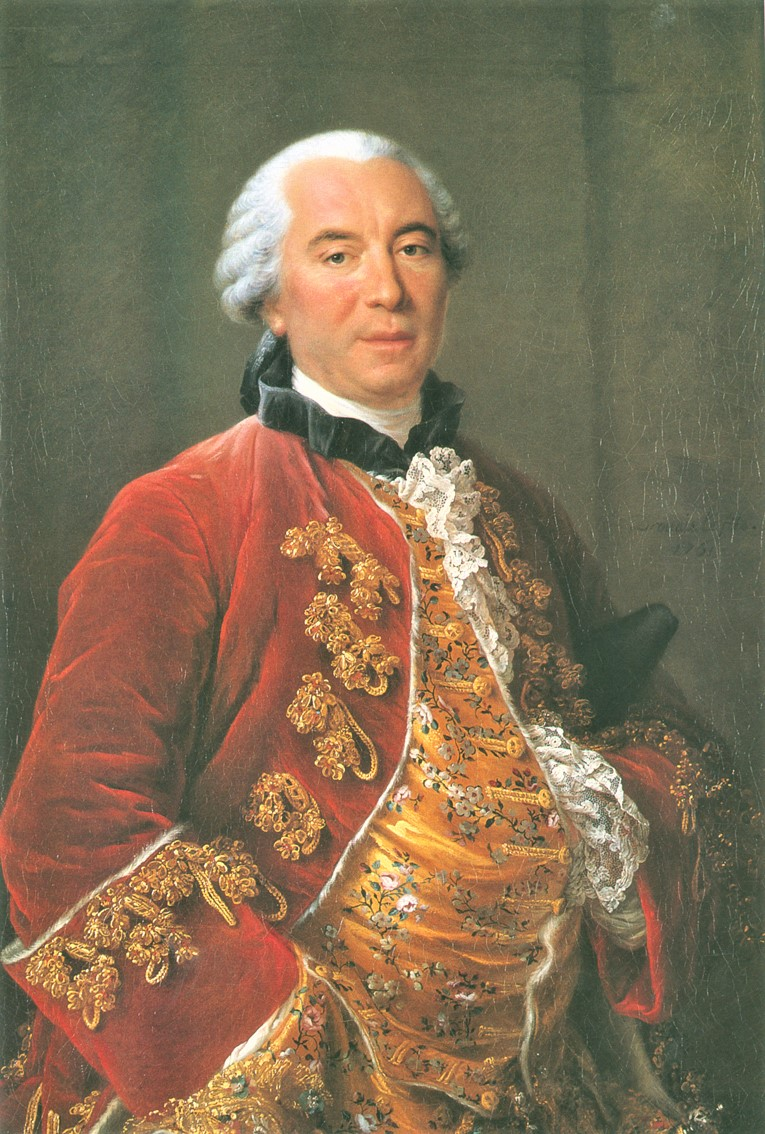
Georges-Louis Leclerc de Buffon.

Hay dos enfoques diferentes de la estilística que a menudo se consideran antagónicos: la estilística lingüística y la estilística literaria.
Charles Bally, en su Tratado de estilística francesa (Traité de stylistique française), se interesó por la estilística de la lengua y la definió así: la estilística "estudia el valor afectivo de los hechos del lenguaje organizado y la acción recíproca de los hechos expresivos que contribuyen a formar el sistema de medios de expresión de una lengua". La estilística puede ser, en principio, general, colectiva o individual, pero actualmente su estudio sólo puede basarse en la lengua de un grupo social organizado; Debe comenzar con la lengua materna y la lengua hablada. […] La estilística puede, en principio, centrarse en el estudio de una lengua muerta o de un estado de la lengua que ya no existe; pero en ningún caso puede ser una ciencia histórica; La razón es que los hechos del lenguaje se hacen expresión sólo en la relación recíproca y simultánea que existe entre ellos".
La estilística literaria, por su parte, se interesa más por las particularidades del estilo de un autor. Para Georges-Louis Leclerc de Buffon, por tanto, el estilo es el hombre mismo, es decir, el estilo es la desviación de la norma lingüística. Esta brecha puede ser de distintos órdenes pero tiene como objetivo producir un efecto en el lector (o en el oyente). Georges Mounin distingue el estilo como desviación, el estilo como elaboración (sin embargo, precisa, no toda desviación o elaboración constituye necesariamente estilo) y el estilo y la connotación.
Michel Riffaterre defiende la idea de que la "estilística" estudia los mensajes como portadores de la huella de la persona del hablante.
Según Marcel Cressot, cualquier externalización del pensamiento, ya sea a través del habla o de la escritura (es decir, la comunicación), es un proceso subjetivo y retórico destinado a actuar sobre el receptor. El hablante realiza entonces una elección entre las posibilidades que le abre la lengua y que afectan a diferentes niveles lingüísticos como la morfología, la sintaxis, el orden de las palabras, la lexicología o los tiempos verbales.ref>M. Cressot. L. James, Le style et ses techniques, p. 15. (en francés)</ref>
Para Jules Marouzeau, el estilo es «la actitud que adopta el usuario, escribiendo o hablando, hacia el material que el lenguaje le proporciona» mientras que para el lingüista alemán Leo Spitzer, el estilo es «la implementación metódica de los elementos proporcionados por el lenguaje».

## Historia

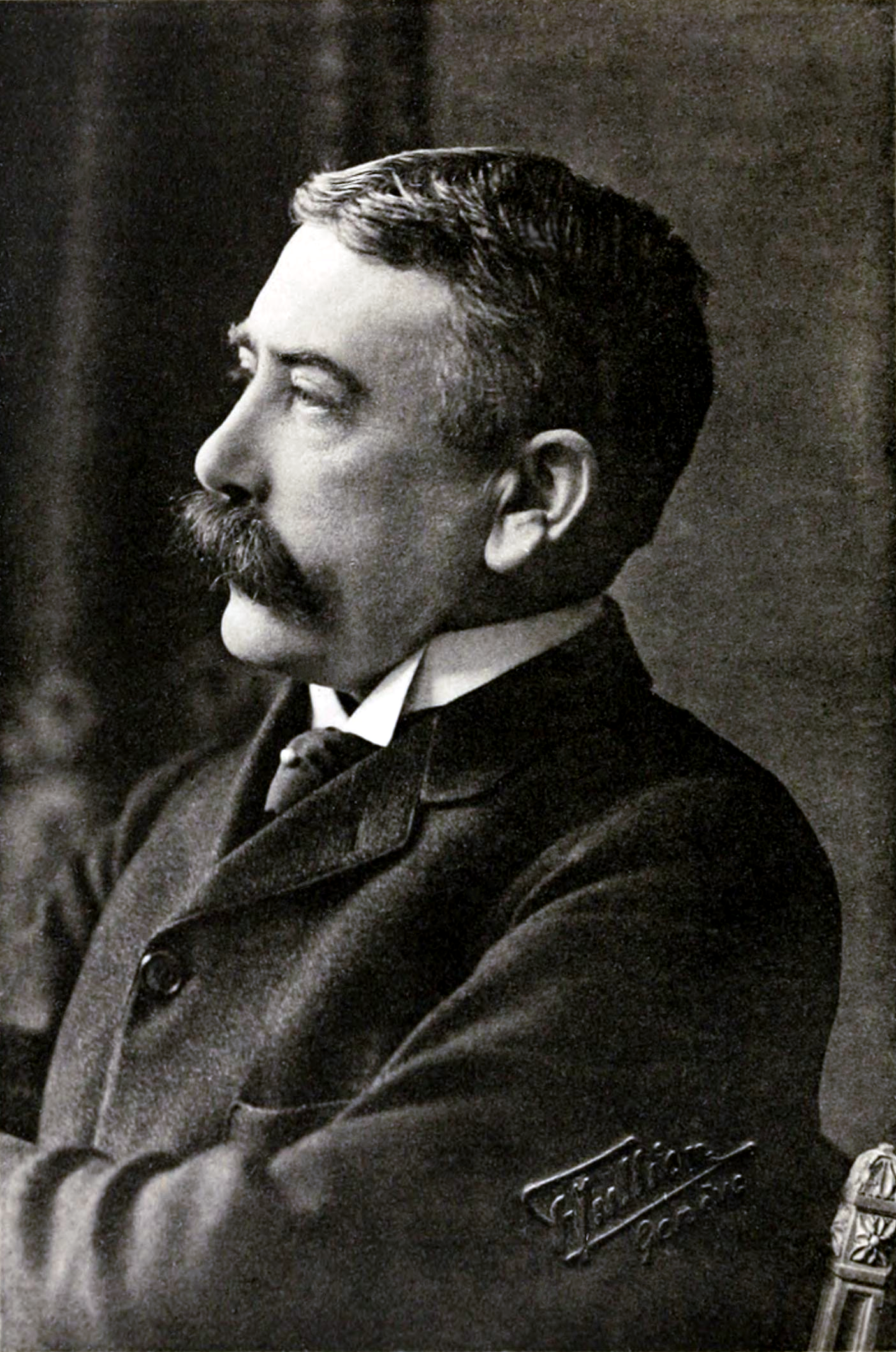
Ferdinand de Saussure.

Aristóteles se ocupó de analizar el lenguaje figurado en su Retórica y también en parte en su Poética. Los eruditos helenísticos agrupados en Alejandría tuvieron que estudiar el lenguaje figurado para entender y comentar bien los poemas de Homero que pretendían editar. Por otra parte, los romanos estudiaron el lenguaje literario también en la Retórica a Herennio, y Quintiliano le dedicó algún espacio en sus Instituciones oratorias. La estilística en un principio se consideró una rama de la Retórica y de la Crítica literaria. Durante la Edad Media se estableció un modelo estilístico que reflejaba la división tripartita de los estamentos en plebeyos, nobles y clérigos: la "Rueda de Virgilio" o Rota Virgilii, así llamada porque el poeta romano cultivó los tres en su poesía (Bucólicas, Geórgicas, epopeya Eneida)
1. Estilo sublime:
    1. Estado social de los personajes: militar, caudillos.
  2. Personajes heroicos típicos: Héctor, Áyax.
  3. Animal asociado con tales personajes: el caballo.
  4. Arma: la espada.
  5. Radio de su esfera de acción: la ciudad o el campamento.
  6. Árbol simbólico o significativo: el laurel o el cedro.
2. Estilo humilde:
    1. Estado social: pastor holgado (pastor ociosus).
  2. Personajes representativos: Títiro, Melibeo.
  3. Animal asociado con ellos: la oveja.
  4. Arma o utensilio: el cayado.
  5. Lugar: la dehesa.
  6. Árbol: el haya.

En el siglo XVIII, el ilustrado francés Buffon afirmó que «el estilo es el hombre»: esto es, lo que de individual, personal o subjetivo queda en su escritura literaria. En el siglo XIX se desarrolló esta visión subjetiva del estilo mediante el Romanticismo. Una visión existencial e historicista de este afirmaba que la obra literaria tenía que reflejar la experiencia vital de los individuos y que la obra no podía ser perfecta ni acabada, sino abierta a evolución para estar realmente viva: Humboldt afirmaba que el mundo interior y creativo, ergon, se manifestaba mediante el lenguaje, energeia; el idealismo lingüístico alemán se alimentó de este postulado, y sus autores —Wundt, Hugo Schuchardt, Benedetto Croce, Karl Vossler y Leo Spitzer— defendieron una concepción del lenguaje puramente individual centrada en el análisis de la energeia o poder creador cristalizado en el lenguaje literario particular de un autor o de una época.
Sin embargo, lo predominante en la enseñanza académica fue analizar el estilo de una forma general y atomizada, poco unitaria, a causa de la gran influencia que aún ejercía la Retórica clásica. El desarrollo de las teorías del Formalismo ruso (entre cuyos aportes se destaca la noción de desautomatización) y el descubrimiento de la función poética por Roman Jakobson y de la teoría del desvío fueron muy importantes al respecto. Grandes teóricos de la retórica realizaron avances importantes al recoger y codificar todo el material de la retórica clásica, como por ejemplo hizo Heinrich Lausberg. En el siglo XX tres grandes corrientes dominaron la Estilística:
- Estilística descriptiva, de ámbito principalmente francés, inspirada por el Estructuralismo de Ferdinand de Saussure y desarrollada por Charles Bally.
- Estilística genética o generativa, que prolonga la estilística del idealismo alemán y deriva de Benedetto Croce. En el siglo XX continuó desarrollándose con la obra de Dámaso Alonso y Amado Alonso, herederos asimismo de la tradición filológica de Ramón Menéndez Pidal; algunos la llaman «Estilística del individuo» o bien «Crítica estilística» o "Ciencia de la Literatura", según Dámaso Alonso.
- Estilística funcional o estilística estructural. La plantea Eugenio Coseriu al añadir el concepto de norma a la dicotomía de Saussure entre lengua y habla e introducir el papel operativo de la función poética según Roman Jakobson. El desvío de la norma tiene un papel creativo en la literariedad y, de hecho, considera al estilo como desviación de una norma en lo que tiene de aspecto creativo. Se desarrolla en Estados Unidos y cuenta entre sus estudiosos a Michel Riffaterre y S. P. Levin.

## Estilo
La lengua es, en términos cabales, el material del artista literario. Y se puede decir que todo autor escoge de aquel los componentes y rasgos que le han de servir a su propósito, así como el escultor elige el mármol en que va a esculpir su estatua. La imprenta o el sello del autor constituye el estilo.
La palabra estilo proviene del latín. La voz de la que es derivada, en tal lengua clásica, equivale a cincel (stilus, 'punzón para escribir').
El estilo, como concepto, se refiere a un conjunto de rasgos específicos de toda composición artística, determinado por la unión de diferentes formas que en conjunto proporcionan la obra de arte. En las obras literarias —que es lo que ahora interesa— el estilo se relaciona con la riqueza y precisión del léxico, así como con su adecuación o inadecuación; también hace referencia a la estructura de las oraciones, a los giros idiomáticos, al ritmo del lenguaje...
El concepto de estilo fue usado, primariamente, para el arte literario, y a partir del siglo XVIII se desplazó hacia las artes plásticas.
En las épocas primeras el estilo era considerado como algo objetivo, caracterizado o moldeado por el género literario elegido. Dentro de estos límites se posibilitaba cierto margen de variaciones individuales.
Las "maneras de decir" o clases de estilo provenientes de la retórica antigua o medieval constituían fundamentalmente tres: el estilo "sublime", el "mediano" y el "bajo". Cada uno de ellos tenía asignados contenidos o temas específicos.
En la actualidad, el contexto objetivo o preceptivo gravita menos. El análisis estilístico se orienta de modo preferente hacia el conocimiento de los caracteres personales del autor. Todavía en Friedrich Schiller el estilo era depositario del objeto representado, y todo modo de exposición "personal" de un artista era estimado como una peculiaridad "manierista".
Suele hablarse de "ruptura del estilo" cuando de un nivel o estructura el autor se desliza hacia otro, súbitamente. En ocasiones ello puede responder a falta de habilidad estilística del autor, pero en otros casos es un procedimiento seguido deliberadamente en la persecución de determinados efectos de la obra literaria.
Por "medio estilístico" se entiende cada uno de los elementos que conforman una totalidad de estilo. Así se denominan las figuras retóricas y cualquier peculiaridad del habla escrita perseguida y no obtenida por azar.
Dentro de las diferentes modalidades de estilo puede destacarse un estilo "nominal", en el cual preponderan los sustantivos, y uno "verbal", con predominio de las acciones o verbos.
También se reconocen estilos "encabalgados" y no "encabalgados"; en estos casos, el uso del "encabalgamiento" define las peculiaridades.
El estilo lacónico, conciso, ha sido tradicionalmente conocido como telegráfico: se suprime la mayor cantidad de nexos, y se dio en el expresionismo.
El estilo "hierático" es el excesivamente rígido, muy vinculado a estructuras arcaicas: es el estilo poco espontáneo y vivo.
En cuanto a la relación con el tiempo, se habla de estilo individual cuando lo que predomina son las características de un determinado autor; en el estilo de época lo que pesa es supraindividual, propio de un tiempo en la historia del arte y del arte literario en particular.

## Estilo e historia del arte
La historia del arte ha sistematizado una sucesión de estilos artísticos globales, que disfruta de gran aceptación. Citemos: estilo clásico, gótico, renacentista, barroco...
Resulta fácil y atractivo trasladar estos períodos o estos términos a la historia de la literatura, pero este paralelismo no se puede hacer sin más: se requiere un minucioso esclarecimiento de la relación entre las demás artes y la literatura, un examen científico y diferenciador, si fuera necesario, de tal vínculo.

## La estilística de Karl Vossler

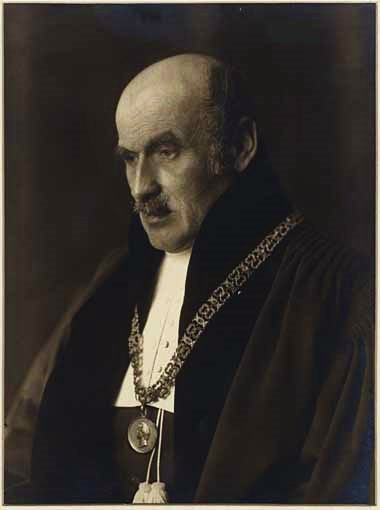
Karl Vossler en 1926.

El lingúista, profesor romanista e hispanista alemán Karl Vossler, (1872 - 1949) fue el creador de las escuelas del Idealismo lingüístico y la Estilística. La historia de la lengua es, según Vossler, una historia de los moldes expresivos, historia del arte sensu lato, y por tanto la gramática ha de subordinarse a la literatura y a la historia de los estilos en el arte, como una de las vertientes de la historia de las ideas.

## Crítica estilística de Gianfranco Contini

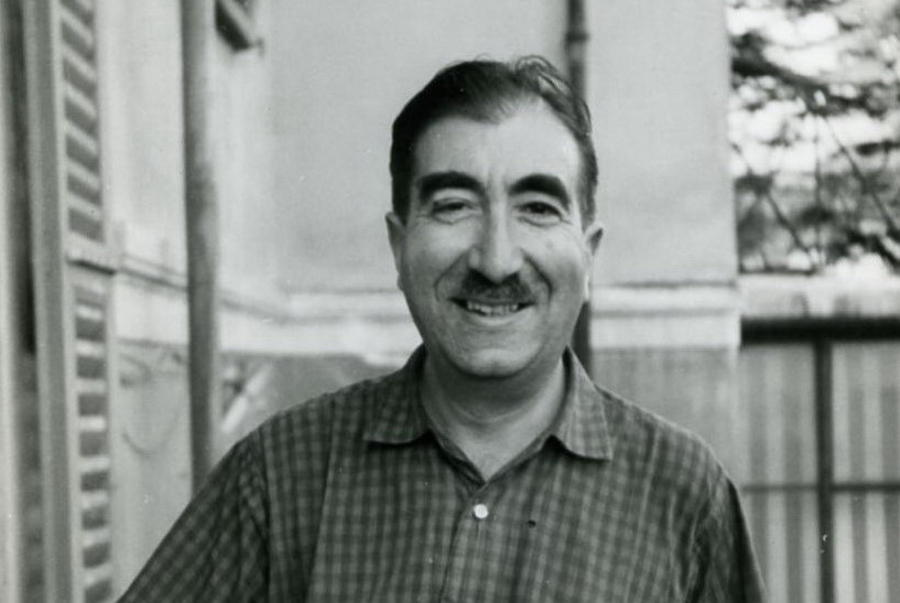
Gianfranco Contini.

El italiano Gianfranco Contini (1912-1990) fue un crítico literario, filólogo e historiado de la literatura italiana y uno de los máximos exponentes de la crítica estilística. La metodología de trabajo de Contini se basaba no solo en analizar las obras sino también las ediciones anteriores así como los manuscritos con sus correcciones.